# منینگن
منینگن (به آلمانی: Menningen) یک شهر در آلمان است که در بیتبورگ-پروم واقع شده‌است.